# Den blomstertid nu kommer

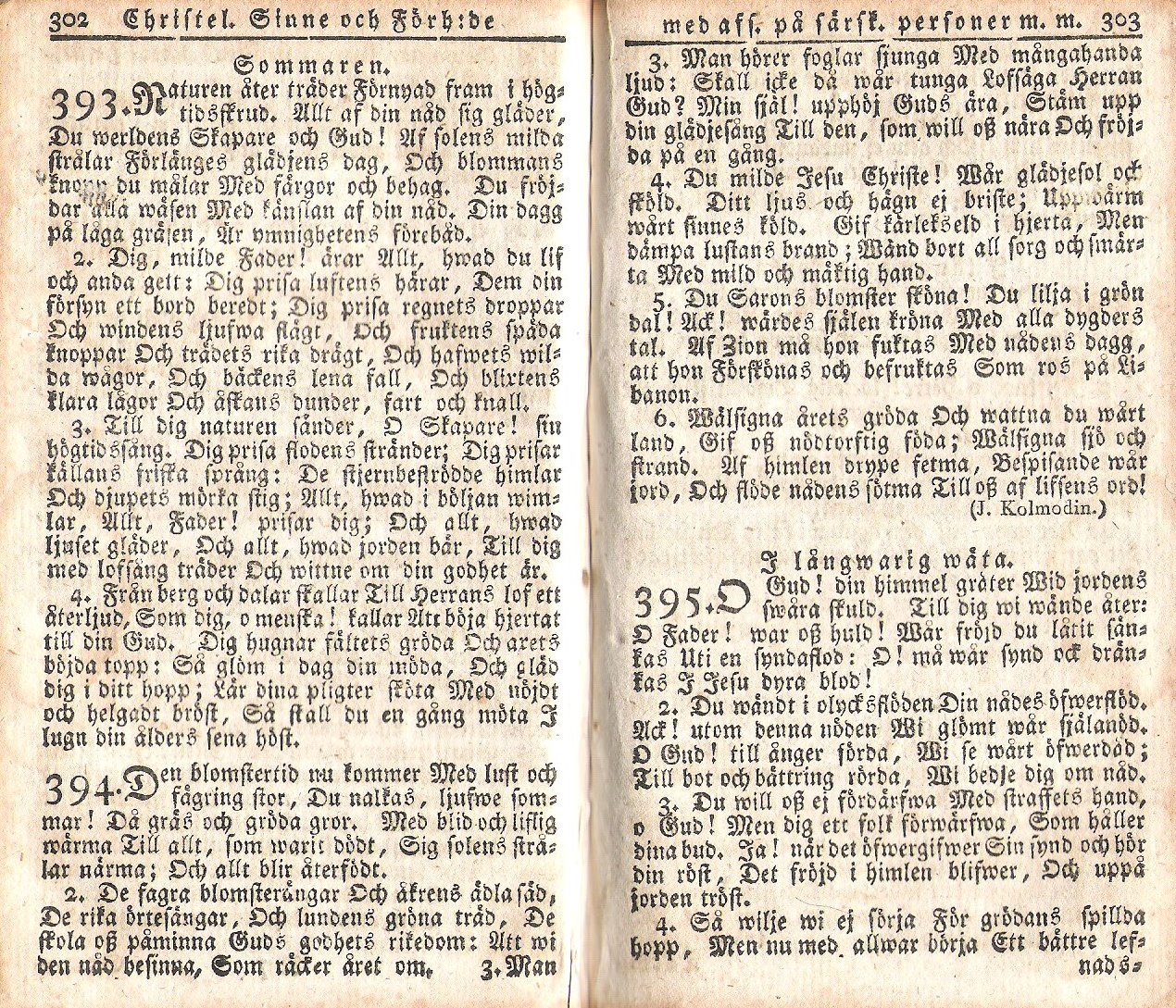
Den blomstertid nu kommer i 1819 års psalmbok (psalm 394).

Den blomstertid nu kommer är en svensk sommarpsalm och som sådan en av de mest välkända och omtyckta även bland sekulariserade svenskar eftersom den, liksom I denna ljuva sommartid, oftast sjungs på skolavslutningar före sommarlovet i Sveriges skolor. Den har en viktig roll vid skolavslutningarna i Finland; de tre första stroferna sjungs på skolavslutningarna såväl i finska som i svenska skolor. På svenska skolavslutningar sjungs ofta bara två, varvid det religiösa innehållet blir otydligt.

## Textens tillkomst och utveckling

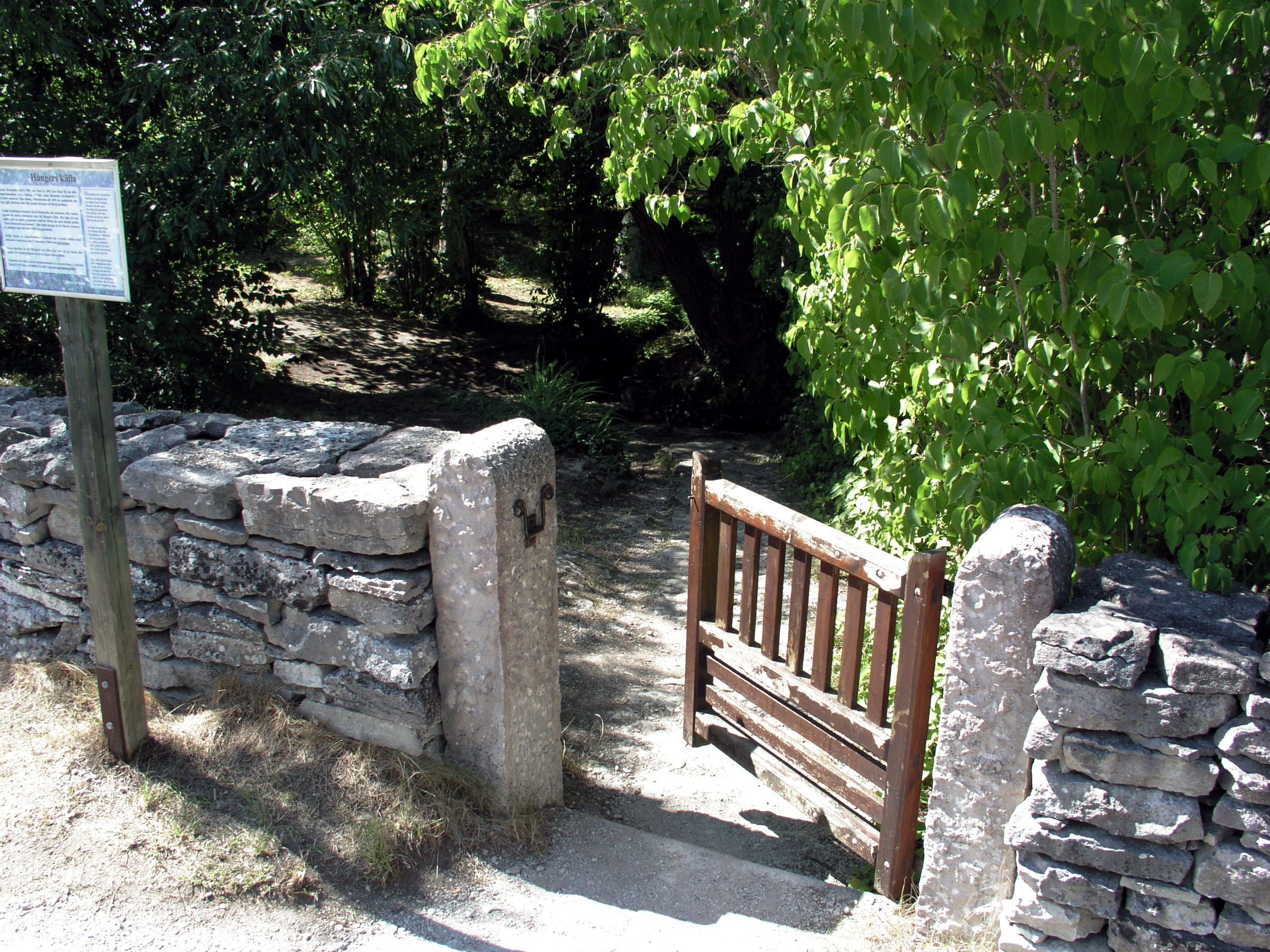
Hångers källa

Texten skrevs troligen på försommaren 1693 och trycktes för första gången i juli 1694 under namnet Sommar-Wisa. Det berättas att textförfattaren Israel Kolmodin skall ha inspirerats efter att ha promenerat vid Hångers källa utanför Lärbro på norra Gotland, när han, enligt herdaminnet, var på väg för att predika i Ganns kyrka. Somliga hymnologer menar dock att det är en myt, och att texten har sitt ursprung i äldre, profan poesi. Enligt Nationalencyklopedin är uppgiften att texten är författad av Kolmodin en sen tradition och därför mycket osäker.
Texten trycktes i Den svenska psalmboken 1695 med tillägget "Een Sommarwisa", och tillskrivs Israel Kolmodin, som var superintendent i Visby.
Den har skrivits om flera gånger. De tre första verserna bearbetade av Wallin 1819, och den har i den svenska psalmboken 1986 fem strofer istället för sex, varav man på skolavslutningar oftast bara sjunger antingen en, två eller tre. Den senaste bearbetningen är gjord av Britt G. Hallqvist 1979 och berörde de två sista verserna. Johan Olof Wallins omarbetning betonar naturen, medan Britt G Hallqvists version betonar omtanke med världens fattiga och svältande.
Psalmen har nummer 535 i den finlandssvenska psalmboken och 571 i den finska och är sannolikt den mest kända psalmen i Finland. Psalmen översattes till finska för första gången år 1700 och heter i finsk översättning Suvivirsi. I Norge heter psalmen Den blomstertid nå kommer och har nr 841 i Norsk salmebok. I Danmark heter den Nu blomstertiden kommer och har nr 722 i Den Danske Salmebog.
Zenos E. Hawkinson har skrivit en text på engelska, "Now Comes the Time for Flowers", från 1978.

## Musiken
Melodin (F-dur, 2/2) räknas som en svensk folkmelodi (det vill säga dess kompositör är okänd); den är känd från 1693 och används även i 1986 års psalmbok för psalmerna Som spridda sädeskornen, Som sol om våren stiger och Den blida vår är inne. Även På bröllopsdagen ber vi använder samma melodi. Redan enligt 1697 års koralbok användes melodin till fler psalmer: Min Gud och Fader käre (nr 355) och den 31 verser långa Migh giör stoor lust och glädie (nr 412). 
Om melodin är osäkerheten stor, en källa åberopar tyska folkvisan Graf von Rom som förlaga, andra hävdar att den har anknytning till Åbo. Senare forskning har inte kunnat hitta utländska belägg för meloditypen, och man har därför antagit att den trots allt är svensk.
|  |
|  |

## Publikation
- 1694 års psalmbok som nr 374  med oförändrad text till 1695 års psalmbok.
- 1695 års psalmbok som nr 317 under rubriken "Om Jordenes fruktbarhet".
- 1701 års finska psalmbok
- 1819 års psalmbok som nr 394 under rubriken "Med avseende på särskilda personer, tider och omständigheter: Årets tider och jordens fruktbarhet: Sommaren".
- Finlandssvenska psalmboken 1886
- Finska psalmboken 1886 ("Nya psalmboken") som nummer 472
- Sionstoner 1889 som nr 532.
- Svensk söndagsskolsångbok 1908 som nr 283 under rubriken "Årstiderna"
- Svensk söndagsskolsångbok 1929 som nr 257 under rubriken "Naturen och årstiderna"
- Sionstoner 1935 som nr 752 under rubriken "Årets tider".
- 1937 års psalmbok som nr 474 under rubriken "Sommaren".
- Den finska psalmboken 1938 som nr 557
- Finlandssvenska psalmboken 1943 som nr 520
- Psalmer för bruk vid krigsmakten 1961 som nr 474 verserna 1-4.
- Frälsningsarméns sångbok 1968 som nr 645 under rubriken "Årstiderna".
- Nr 199 i den ekumeniska delen av den svenska psalmboken (dvs psalm 1-325 i Den svenska psalmboken 1986, Cecilia 1986, Psalmer och Sånger 1987, Segertoner 1988 och Frälsningsarméns sångbok 1990) under rubriken "Årstiderna".
- Finlandssvenska psalmboken 1986 som nummer 535 under rubriken "Årstiderna"
- Den finska psalmboken för ev. luth. kyrkan i Finland 1986 som nr 571 under rubriken "Årstiderna"
- Lova Herren 1988 som nr 787 under rubriken "Årets tider".
- Sångboken 1998 som nr 9
- Swedish Hymns, 2016 (som "Now Comes the Time for Flowers")[8]
- Många profana sångböcker
- Hela familjens psalmbok 2013 som nummer 101 under rubriken "Hela året runt".[9]

## Inspelningar och covers
- En tidig inspelning gjordes av Engelbrekts kyrkokör i februari 1941, men utgavs först 1951 på en grammofonskiva tillsammans med I denna ljuva sommartid.[10]

- Då Sven Jerring besökte Runö i Estland 1938 och gjorde en inspelning med gudstjänst i Runö kyrka sjöngs psalm nr 425 (i både 1819 och 1937 års psalmböcker), Min Gud och Fader käre, till samma melodi som Den blomstertid nu kommer.[11]

- Miss Li gjorde 2018 en vintervariant vid namn "Den vintertid nu kommer".[12]

## Användning i film och litteratur

### Film
- Titeln på Alf Sjöbergs film Den blomstertid från 1940, är hämtad ur denna psalms första textrad.
- Titeln på Bo Widerbergs film Lust och fägring stor från 1995 är hämtad ur denna psalms andra textrad.
- Titeln på Crazy Pictures film Den blomstertid nu kommer från 2018, är hämtad ur denna psalms första textrad.

### Böcker
- Sista kapitlet i Sagan om Sune av Anders Jacobsson och Sören Olsson, "Den blomstertid", är uppkallat efter psalmen och handlar om tiden kring skolavslutningen. Barnen i Sunes skolklass har då lärt sig psalmen, och i kapitlet citeras även raden "Den blomstertid nu kommer med lust och fägring stor".[13]
- Titeln på Marie-Chantal Longs barnbok Den blomstertid nu kommer från 2016, är hämtad ur denna psalms första textrad.
- Titeln på Maria Richardssons ungdomsbok Den blomstertid nu kommer[14] från 2017, är hämtad ur denna psalms första textrad.
- Titeln på Maria Richardssons uppföljare Och allt blir återfött[15] från 2019, är hämtad ur denna psalms åttonde textrad.
- I barnboken Det går en mördare lös[16] av Kalle Holmqvist heter det sista kapitlet Och allt blir återfött. Huvudpersonerna sjunger psalmen, som blir en symbol för att livet går vidare efter kriget.
- Vägen mot Bålberget[17] av Therése Söderlind slutar med ett besök i kyrkan där alla sjunger psalmen.